# Markus Neumaier
Markus Neumaier (* 1965 in Berchtesgaden) ist ein deutscher Schauspieler.

## Leben

### Ausbildung und Bühne
Neumaier ist der Sohn eines Münchner Metzgers und einer Berchtesgadener Schauspielerin. Seine Mutter spielte professionell im Berchtesgadener Bauerntheater; von seinem Vater lernte er das Schuhplatteln. Im Alter von knapp vier Jahren stand Neumaier zum ersten Mal auf der Bühne. Mit zehn Jahren spielte er in Alfred Vohrers Neuverfilmung von Ludwig Ganghofers Roman Der Edelweißkönig (1975) seine erste Filmrolle als Pepperl, den kleinen Sohn von Adrian Hoven.
Auf Drängen seines Vaters erlernte Neumaier zunächst einen „soliden“ Beruf und wurde Gas- und Wasserinstallateur. Ab 1987 trat er immer wieder vereinzelt beim Chiemgauer Volkstheater und anderen Volksbühnen auf, bis er sich zwei Jahre später schließlich dazu entschied, die Schauspielerei ganz zum Beruf zu machen. In seinen Anfangsjahren als Schauspieler jobbte er nebenbei u. a. als Bierfahrer und bei einem Installateur, half am Skilift aus und trat im Münchner Platzl und im Hofbräuhaus als Schuhplattler auf.
Ab 1990 nahm er privaten Schauspielunterricht. In der Spielzeit 1990/91 kam er zur Münchner Iberl-Bühne, bei der er bis 2006 festes Ensemblemitglied war. Von 1992 bis 2014 war er außerdem ständiges Mitglied des Chiemgauer Volkstheaters; er tritt dort auch weiterhin noch als Gast auf. Weitere Theaterengagements hatte er in der Pasinger Fabrik (2007) und beim Kultursommer Garmisch-Partenkirchen (2008; mit der Titelrolle in Räuber Hotzenplotz). 2008 spielte er am Theater am Königssee den „zwielichtigen“ Bergknappen Pfnüer in dem Musical Salzsaga. Im April 2009 spielte er im Theater am Königssee den „Herrn der Finsternis“ in dem Jesus-Musical 2000 Jahre Jesus, einer Produktion des Komponisten Klaus Ammann und der Regisseurin Barbara Mende. Im Mai 2009 gastierte er an der Kleinen Komödie am Max II in der Verwechslungskomödie Graf Schorschi von Carl Borro Schwerla.

### Fernsehen und Film
Neumaier war ab den 1990er Jahren auch oft im Fernsehen zu sehen, hauptsächlich in Produktionen des Bayerischen Fernsehens, wobei er fast ausschließlich Charaktere mit süddeutschem, oberbayerischen oder österreichischem Hintergrund verkörperte. Er wurde durchgängig im Rollentypus des Volksschauspielers besetzt. Gelegentlich übernahm er unter der Regie von Marcus H. Rosenmüller auch Kinorollen, so als Müller in Räuber Kneißl (2008) und als Bauer Kainz in Sommer in Orange (2010).
Neumaier wirkte ab 1993 in TV-Aufzeichnungen aus dem Chiemgauer Volkstheater in über 50 Produktionen mit.
Mehrfach war er auch in Haupt- und Nebenrollen in der BR-Fernsehreihe Der Komödienstadel zu sehen, ab 2002 fast alljährlich, teilweise sogar in mehreren Produktionen in einem Jahr. Zu seinen Rollen im Komödienstadel gehörten u. a. der Verwalter Isidor Wendlinger in Das Attenhamer Christkindl (2003), der Bauernsohn Michl Schrothammer in Der weibscheue Hof (2005; Hauptrolle), der Apotheker Dr. Held in Links Rechts Gradaus (2007), der Bauer und Gewichtheber Martin Adambauer in Adam und Eva im Paradies (2008; Hauptrolle und Doppelrolle), der Laufbursch Michl in Die schöne Münchnerin (2008), der Frauenheld Georg „Girgl“ Dillinger in Das Kreuz mit den Schwestern (2010; Hauptrolle), der Großbauer Korbinian Lang in Die Provinzdiva (2011), der Totengräber Ignaz Hartl in A Flascherl vom Glück (2011), der Nachbar Florian Thalmaier in Herz ist Gold (2011), der Ehemann und Hüttengast Bertl Sagerer in Alpenglühn und Männertreu (2014) und der „sportliche“ Briefträger Willi Winkler in Göttinnen weißblau (2016). Zu seinen Komödienstadel-Partnerinnen gehörten u. a. Corinna Binzer, Sara Sommerfeldt, Saskia Vester, Johanna Bittenbinder und Heide Ackermann.
Er hatte außerdem Episodenrollen u. a. in den Fernsehserien Der Bergdoktor (1997–1998; als Dorfpolizist Speckbacher), Der Bulle von Tölz (1997/1998), Café Meineid (1998), Der Kaiser von Schexing (2009), München 7 (2014) und Hubert und Staller (2017).

### Privates
Neumaiers Interesse gehört dem Eishockey. Beim SC Reichersbeuern war er auch als Spieler aktiv. Er gründete gemeinsam mit Ex-Nationalspielern und Tölzer Bürgern die „Sternstunden“-Eishockey-Mannschaft, organisiert die Benefiz-Spiele der Mannschaft und engagiert sich in verschiedenen sozialen Projekten u. a. in der Betreuung von Wachkoma-Patienten. Er war außerdem Co-Trainer der Schülernachwuchsmannschaft des EC Bad Tölz unter Mike Daski.
Zu seinen Hobbys gehören Bergsteigen (u. a. bestieg er die Watzmann-Ostwand), Mountainbiking, Skifahren und Tauchen. Neumaier lebt in Feldkirchen bei Egling und in München.

## Filmografie (Auswahl)
- 1975: Der Edelweißkönig (Kinofilm)
- 1993–2016: Chiemgauer Volkstheater[5] (Fernsehreihe; über 50 Produktionen)
- 1997; 1998: Der Bulle von Tölz[5] (Fernsehserie; drei Folgen, verschiedene Rollen)
- 1998: Café Meineid: Bergvagabunden (Fernsehserie, eine Folge)
- 2002: Der Komödienstadel: Heldenstammtisch (Fernsehreihe)
- 2003: Der Komödienstadel: Das Attenhamer Christkindl (Fernsehreihe)
- 2004: Der Komödienstadel: Der Prinzregentenhirsch (Fernsehreihe)
- 2004: Der Komödienstadel: Skandal im Doktorhaus (Fernsehreihe)
- 2005: Der Komödienstadel: Der weibscheue Hof (Fernsehreihe)
- 2005: Der Komödienstadel: Der Habererbräu (Fernsehreihe)
- 2006: Der Komödienstadel: Der Prämienstier (Fernsehreihe)
- 2007: Der Komödienstadel: Der Fischerkrieg vom Chiemsee (Fernsehreihe)
- 2007: Der Komödienstadel: Links Rechts Gradaus (Fernsehreihe)
- 2008: Der Komödienstadel: Adam und Eva im Paradies (Fernsehreihe)
- 2008: Der Komödienstadel: Die schöne Münchnerin (Fernsehreihe)
- 2008: Räuber Kneißl (Kinofilm)
- 2008–2010: Kanal fatal (Fernsehserie)
- 2009: Der Komödienstadel: Endstation Drachenloch (Fernsehreihe)
- 2009: Der Komödienstadel: Verhexte Hex (Fernsehreihe)
- 2009: Der Kaiser von Schexing: Die großen und die kleinen Sachen (Fernsehserie, eine Folge)
- 2010: Der Komödienstadel: Die Doktorfalle (Fernsehreihe)
- 2010: Der Komödienstadel: Das Kreuz mit den Schwestern (Fernsehreihe)
- 2011: Sommer in Orange (Kinofilm)
- 2011: Der Komödienstadel: Die Provinzdiva (Fernsehreihe)
- 2011: Der Komödienstadel: A Flascherl vom Glück (Fernsehreihe)
- 2011: Der Komödienstadel: Herz ist Gold (Fernsehreihe)
- 2012: Der Komödienstadel: Hummel im Himmel (Fernsehreihe)
- 2014: Der Komödienstadel: Alpenglühn und Männertreu (Fernsehreihe)
- 2014: München 7: Letzte Hoffnung München (Fernsehserie, eine Folge)
- 2016: Der Komödienstadel: Göttinnen weißblau (Fernsehreihe)
- 2017: Hubert und Staller: Der Winter kommt (Fernsehserie, eine Folge)
- 2021: München Mord: Das Kamel und die Blume (Fernsehreihe)
- 2025: Marie fängt Feuer: Brüder (Fernsehreihe)